# Sembulung
Sembulung is een bestuurslaag in het regentschap Banyuwangi van de provincie Oost-Java, Indonesië. Sembulung telt 7739 inwoners (volkstelling 2010).